# 김만수 (1858년)
김만수(金晩秀, 1858년 ~ ?)는 대한제국의 관료이며, 일제강점기 초기에 조선총독부 중추원 찬의를 지냈다.

## 생애
본관은 연안이다. 친아버지는 김칠연, 양아버지는 고종 재위 중에 우의정을 지낸 김유연이다.
1887년에 문과에 급제한 뒤 규장각과 홍문관을 시작으로 조선의 관리로 재직했다. 갑오경장 무렵에는 외아문에서 근무했고, 광무개혁 이후에는 규장각 직학사, 궁내부 특진관, 시종원 부경 등을 역임했다.
1901년에 프랑스 주차전권공사로 발령받아 외교관으로 파견되기도 했다. 김만수는 주불 공사로 임명되어 프랑스로 떠났다가 이듬해 돌아올 때까지 약 1년 동안의 기록을 일기로 남겼다. 프랑스 정치인과의 만남이나 당시 국제 정세에 대한 분석 등이 담긴 이 일기 가운데 일부가 2007년에 발굴된 바 있다.
1906년에 대한제국 중추원 찬의에 올랐다. 1910년 한일 병합 조약 체결 직후 조선총독부는 대한제국의 중추원을 폐지하고 총독부 직속으로 자문 기관을 설치한 뒤 이를 중추원으로 명명했다. 김만수는 1910년 10월에 중추원 찬의로 임명되었지만, 불과 2개월 만에 사퇴했다.
2002년 민족정기를 세우는 국회의원모임이 광복회와 함께 발표한 친일파 708인 명단의 중추원 부문에 포함되었다.

## 가족 관계
- 양고조부 : 김구(金煹)
  - 양증조부 : 김재옥(金載玉)
    - 양할아버지 : 김영(金鍈)
      - 양아버지 : 김유연(金有淵)
      - 친아버지 : 김칠연(金七淵)
        - 동생 : 김면수(金冕秀)

## 같이 보기
- 조선총독부 중추원

## 참고자료
- 김만수(金晚秀) - 한국학중앙연구원